# Exoneura fultoni
Exoneura fultoni är en biart som beskrevs av Cockerell 1913. Exoneura fultoni ingår i släktet Exoneura och familjen långtungebin. Inga underarter finns listade i Catalogue of Life.

## Bildgalleri

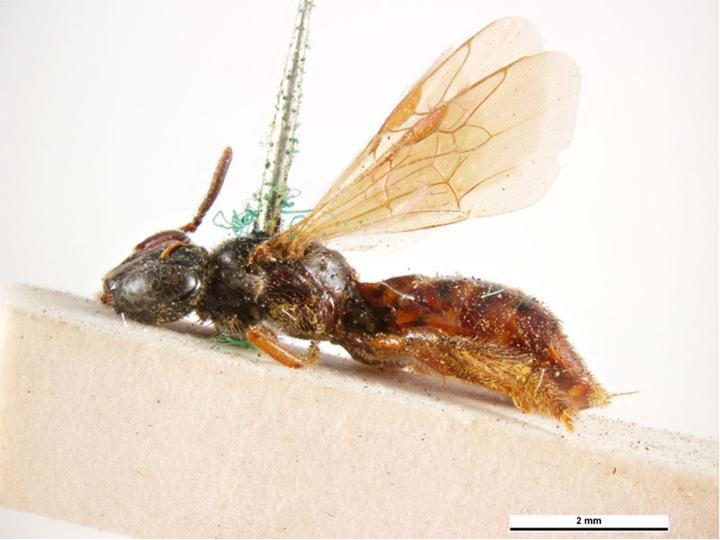